# Екатериноградский дисциплинарный батальон
Екатериноградский дисциплинарный батальон — воинская часть Русской императорской армии.
Старшинство по состоянию на 1914: не установлено

## История
Сформирован 17 января 1879 как Екатериноградский дисциплинарный батальон в составе 4-х рот

В 1915 именован Екатериноградским отдельным пехотным батальоном и причислен к 1-му Кавказскому Корпусу

В 1915—1917 участвовал в боевых действиях на Кавказе, в 1916 участвовал в Эрзерумской операции

## Комплектование части
Являясь дисциплинарной частью, батальон до 1914 комплектовался провинившимися военнослужащими и дезертирами армейских частей Кавказского округа а также уклонистами, проживающими преимущественно на Кавказе Офицеры и унтер-офицеры назначались в батальон общим порядком из состава пехотных частей

В строевом отношении батальон считался пехотной частью. Командир батальона был уравнен в правах с командиром пехотного полка

## Знаки отличия части к 1914
Не имел

## Командиры части
В 1870 году из отряда города Моздок в военно-исправительную роту на должность старшего помощника командира роты переведен майор Ласточкин Михаил Спиридонович. 1875 году уволен в отставку по «болезни, от раны происходящей от службы» в звании подполковника.